# Gandra (Paredes)
Gandra is een stad en freguesia in de Portugese gemeente Paredes in het district Porto. In 2001 was het inwonertal 5.804 op een oppervlakte van 12,06 km². Gandra heeft sinds 26 augustus 2003 de status van stad (cidade).